# Juan Cuevas
Juan Ezequiel Cuevas (Buenos Aires, 4 giugno 1988) è un calciatore argentino, attaccante del San Martín (T).